# Tmarus peregrinus
Tmarus peregrinus är en spindelart som beskrevs av Arthur M. Chickering 1950. Tmarus peregrinus ingår i släktet Tmarus och familjen krabbspindlar.
Artens utbredningsområde är Panama. Inga underarter finns listade i Catalogue of Life.